# John Taras
John Taras (ur. 18 kwietnia 1919 w Nowym Jorku, zm. 2 kwietnia 2004 tamże) – amerykański tancerz i choreograf pochodzenia ukraińskiego.
Jako 9-latek tańczył w ludowej grupie ukraińskiej. Od 16 roku życia kształcił się w balecie klasycznym, m.in. u Michaela Fokine. W 1939 po raz pierwszy współpracował z George'em Balanchine, występował w Ford Moto Company Show na Wystawie Światowej. W 1956 kierował choreografią baletu Fanfare for a Prince, wystawianego w operze w Monte Carlo z okazji ślubu księcia Monaco Rainiera III z aktorką Grace Kelly.
Od 1959 pracował w USA, był baletmistrzem i asystentem Balanchine w Balecie Nowojorskim. Był także kierownikiem artystycznym Baletu Opery Paryskiej (1969–1970) i Baletu Berlińskiego. W latach 1984–1990 zastępca dyrektora Amerykańskiego Teatru Baletowego, gdzie współpracował m.in. z Michaiłem Barysznikowem.